# 日本粗肋海蛳螺
日本粗肋海蛳螺（学名：Papuliscala japonica），是异腹足目海蛳螺科的一种。主要分布于台湾，常栖息在深海。